# Lissi und der wilde Kaiser
Lissi und der wilde Kaiser ist ein deutscher 3D-Animationsfilm aus dem Jahr 2007, der unter der Regie von Michael Herbig entstand. Er ist eine Parodie auf die von Ernst Marischka in den 1950er Jahren geschaffene Sissi-Trilogie.
Der deutsche Kinostart für den Film im Verleih von Constantin Film war der 25. Oktober 2007.

## Handlung
Die österreichische Kaiserin Lissi lebt mit ihrem Gatten Kaiser Franz überglücklich auf Schloss Schöngrün. Die harmonische und wohlgeordnete Welt des Paares, die von finanziellem Überfluss und Dekadenz geprägt ist, wird jäh erschüttert, als Lissi vom ruppigen Yeti entführt wird. Der Yeti wurde vom Teufel sowie dessen Echo beauftragt, dies zu tun, da er ansonsten wegen seiner Arroganz und Boshaftigkeit zur Hölle fahren müsste.
Umgehend nimmt Kaiser Franz, begleitet von seinem treuen Feldmarschall und der liebestollen Kaiserinmutter, die Verfolgung auf, die sie bis über die Landesgrenzen hinweg nach Bayern führt. Auch die Kammerjäger Schwaiger und Ignaz nehmen die Verfolgung auf, da sie sich von der Belohnung ein besseres Leben versprechen.
Während der Entführung bricht Lissi in einen zugefrorenen See ein, wird jedoch vom Yeti gerettet. Nach und nach freundet sie sich mit dem Yeti an. Es gelingt ihr, den Yeti davon zu überzeugen, dass er mit seiner arroganten Art nicht weiterleben dürfe, und er bessert sich daraufhin. Nachdem der Yeti angeschossen worden ist, beschließen sie, vorerst im Schloss Neuzahnstein von König Bussi von Bayern Schutz zu suchen, der unter einem übertriebenen Sauberkeitswahn und Zahnschmerzen leidet. Derweil findet der Feldmarschall eine Flaschenpost, die Lissi zurückgelassen hat. Der eigentliche Inhalt dieser Nachricht wird von Kaiser Franz nicht erkannt, da die entscheidenden Stellen durch das Wasser unleserlich geworden sind. Dadurch sieht es für Franz so aus, als liebe Lissi einen anderen Mann. Franz ist von diesem Brief derart schockiert, dass er unbedingt einen „Bieeep“ möchte – eine nicht näher genannte Kaffee-„Spezialität“. Das Wort selbst wird im Film jedes Mal ausgepiepst. Diese vermutet er, auch auf dem Schloss von König Bussi zu bekommen.
Nachdem sich Lissi und der Yeti erfolgreich gegen die Kammerjäger gewehrt haben, erreicht Franz das Schloss und beschuldigt Lissi des Verrats. Daraufhin erscheint der Teufel, um Lissi an sich zu reißen. Dem Yeti gelingt es zusammen mit Franz, den Teufel auszutricksen. Nachdem sie Lissi befreit haben, kommt es zum Happy End. Der Yeti kann die Zahnschmerzen des Königs Bussi lindern, der daraufhin die Kaiserinmutter heiratet. Zwischen Lissi und Franz klärt sich alles auf, und der Yeti, der in den Himalaya gegangen ist, findet endlich einen Freund – Reinhold Messner.

## Entstehung
Die Parodie auf die Sissi-Trilogie war ursprünglich eine Gagserie, die Herbig für seine Comedyserie Bullyparade kreiert hatte. Dort liefen die Sketche unter dem Namen „Sissi – Wechseljahre einer Kaiserin“. Anders als bei den Sketchen der Fernsehserie durfte der Name Sissi jedoch nicht verwendet werden und wurde so in Lissi geändert. Der Regisseur bezeichnete den Film als „einen Kniefall“ vor den Original-Sissi-Filmen der 1950er Jahre, in denen noch Romy Schneider und Karlheinz Böhm das österreichische Kaiserpaar dargestellt hatten.
Herbig entschied sich, das Projekt als Trickfilm umzusetzen. Aus ästhetischer Sicht, so der Regisseur, sei die Realisierung der ehemaligen Sketche als Animationsfilm die richtige Entscheidung gewesen. An dem Film arbeiteten ungefähr 50 Animatoren, die Produktionskosten betrugen zwölf Millionen Euro.
Es tauchen mehrfach Personen und Orte auf, die als Anspielungen auf reale Personen und Orte gesehen werden können. Franz und Lissi leben auf Schloss Schöngrün, was eine Anspielung auf das Schloss Schönbrunn ist. Auf Neuzahnstein lebt König Bussi von Bayern in Anlehnung an Schloss Neuschwanstein und König Ludwig II.
Weiterhin sind vielfältigste Filmzitate zu finden, darunter Anspielungen auf Fluch der Karibik, King Kong sowie Die Mumie. Ebenso sind einige Szenen verschiedenen Märchen entlehnt, darunter Rapunzel sowie Die drei kleinen Schweinchen. Eines der Fotos an der Wand von Lissis Schlafzimmer zeigt sie und Franz mit dem an den Marterpfahl gebundenen Abahachi aus Der Schuh des Manitu, ebenfalls ein Film von Herbig auf Basis der Bullyparade.

## Musik
Ralf Wengenmayr, der unter anderem auch die Musik zu Herbigs Film Der Schuh des Manitu schrieb, komponierte die Musik zum Film.
Der offizielle Song zum Film kommt von Max Mutzke und heißt „Denn es bist du“. Die Single erschien am 2. November 2007. Produziert wurde dieser Titel von Stefan Raab, der auch weitere Songs zum Soundtrack beisteuerte.

## Free-TV-Premiere
Die deutsche Erstausstrahlung erfolgte am 7. September 2009 auf ProSieben. In Österreich wurde der Film bereits am 30. August 2009 auf ORF 1 gezeigt.

## Einspielergebnis
Der Film erreichte insgesamt rund 2,8 Millionen Kinobesuche, davon 2.273.804 in Deutschland, 477.535 in Österreich und 35.276 in der Schweiz. Verleih in Deutschland war die Constantin Film, in Österreich deren ehemalige Tochtergesellschaft, die Constantin Film-Holding, und in der Schweiz die Rialto Film. Der Film spielte rund $30.000.000 ein.

## Rezeption
Die Süddeutsche Zeitung schrieb, der Film sei in seinen besten Momenten „großes Kino“. Der Rezensent Fritz Göttler führte aus: „Schön genial wird Bullys Film immer dann, wenn er sich ein bisserl gehen lässt, angenehm degeneriert gibt.“ Weiterhin meinte Göttler, der Film erreiche animationstechnisch nicht die Qualität US-amerikanischer Computeranimationsfilme, was Susanne Schmetkamp in der Zeit ebenfalls anmerkte. Sie kritisierte auch die Entscheidung, den Film als Animation zu konzipieren: „Doch der Charme der Darsteller, wie man ihn aus den Sissi-Sketchen der TV-Comedyshow kennt, lässt sich halt nicht digital animieren. […] Insbesondere aber die urkomische Mimik von Herbig, Tramitz und Kavanian, die schließlich den Erfolg der Vorgängerfilme ausmachten, fehlt. Eine Handvoll Kalauer und Zoten, strukturlos aneinandergereiht und nur zur Hälfte originell, reicht eben nicht aus.“ Der Film wurde generell schwächer bewertet als alle Herbig-Produktionen zuvor, und auch an der Kinokasse blieb der Film weit hinter den Vorgängerwerken zurück.
Das Lexikon des Internationalen Films urteilt: „Gag- und einfallsreicher Animationsfilm auf technisch hohem Niveau, der den Vergleich mit internationalen Standards nicht zu scheuen braucht. Liebevoll gestaltete Figuren und die sorgfältige Synchronisation lassen freilich nicht übersehen, dass ihm als Parodie auf die ‚Sissi‘-Filme der Biss fehlt, sodass der Film eher als amüsante Hommage bestehen kann.“

## Auszeichnungen
- 2007: Bayerischer Filmpreis in der Kategorie Publikumspreis
- 2007: Animago Award in der Kategorie Ehrenpreis
- 2008: Jupiter in der Kategorie Bester deutscher Regisseur für Michael Herbig
- 2008: DIVA Award in der Kategorie Beste Regie